# Waldir Gozzi
Waldyr Gozzi Júnior (São Paulo, 12 de maio de 1969) é um ator brasileiro.

## Carreira
Já participou novelas e seriados, ao longo dos seus 24 anos de carreira (começou a atuar com 14 anos) foi o ator que mais fez campanhas publicitárias na história (mais de quinhentas) [carece de fontes?]. Formado em Economia pela Faculdade Mackenzie e em propaganda e marketing pela Faculdade Alcântara Machado (FIAM).
Quando foi convidado para ingressar na Oficina de Atores da Rede Globo por Tonio Carvalho, decidiu largar a carreira que exercia na época no ramo publicitário (direção de arte). Trabalhou em agências como DPZ e FCB (Foot Cone & Belding).
Anteriormente também trabalhou no ramo financeiro; foi operador de bolsa de valores (Bolsa de Mercadorias e Bolsa Mercantil & de Futuros (BM&F), para seguir na carreira de ator, função que exerce até hoje. Em 2008 participou da telenovela Chamas da Vida seu personagem se chamava Ricardo.

## Trabalhos na TV
| Ano  | Título               | Personagem          | Notas                                           |
| ---- | -------------------- | ------------------- | ----------------------------------------------- |
| 2021 | Colônia              | Inácio              | Episódio: "O Hospício Colônia"                  |
| 2014 | Sexo e as Negas      | Zé Carlos (Lagarto) |                                                 |
| 2013 | Pé na Cova           | Julinho Varejeira   | Episódio: "Ladrão Que Rouba Ladrão"             |
| 2012 | A Vida Alheia        | Paulinho Alvarenga  |                                                 |
| 2011 | Amor e Revolução     | Paulo Arikatan      |                                                 |
| 2010 | A Vida Alheia        | Otavinho            | 2 episódios                                     |
| 2010 | Força-Tarefa         | Léo                 | Episódio: "Os Justiceiros - Parte I e Parte II" |
| 2009 | Caras & Bocas        | namorado de Simone  |                                                 |
| 2008 | Chamas da Vida       | Ricardo             |                                                 |
| 2007 | Carga Pesada         | Giba                | Episódio: "Dupla Ação"                          |
| 2006 | Carga Pesada         | Giba                | Episódio: "Gritos na Estrada"                   |
| 2006 | Páginas da Vida      | Paquera             |                                                 |
| 2005 | Belíssima            | Tavinho             |                                                 |
| 2004 | Malhação             | produtor de Natasha |                                                 |
| 2003 | Mulheres Apaixonadas | Luigi               |                                                 |
| 1998 | Mulher               | Carlão              | Episódio: "Viciados em Amor"                    |
| 1997 | Malhação             | Alan                |                                                 |